# 卢恰诺·德保利斯
卢恰诺·德保利斯（義大利語：Luciano de Paolis，1941年6月14日—），意大利前男子雪车运动员。他曾代表意大利参加1968年和1972年冬季奥林匹克运动会雪车比赛，共获得二枚金牌。